# Diaphorus lavinia
Diaphorus lavinia är en tvåvingeart som beskrevs av Charles Howard Curran 1926. Diaphorus lavinia ingår i släktet Diaphorus och familjen styltflugor.
Artens utbredningsområde är Kongo. Inga underarter finns listade i Catalogue of Life.